# Krim (polotok)
Krim (ukrajinsko Крим, rusko Крым, krimskotatarsko Qırım, Къырым) ali Krimski polotok (ukrajinsko Кримський півострів, rusko Крымский полуостров, krimskotatarsko Qırım yarımadası) je polotok na severni obali Črnega morja. S svojo severovzhodno obalo zamejuje manjše Azovsko morje. Polotok je skoraj v celoti obkrožen z morjem, s celino ga na severu povezuje ozek Perekopski preliv, na vzhodu pa ga od celine ločuje le 3 kilometre širok Kerški preliv. Površina Krima je približno 27 tisoč km².
Polotok je mednarodno priznan kot ozemlje Ukrajine. Od leta 2014 ga okupira Rusija. Največje mesto na Krimu je Sevastopol.

## Zgodovina
Prvi naseljenci Krima so bili verjetno Kimerijci, ki so ga naselili okoli leta 1000 pred našim štetjem. V 7. stoletju pred našim štetjem so nomadski Skiti osvojili vse krimske stepe, razen skrajnega vzhoda, na katerem se je na Kerškem polotoku obdržalo  Bosporsko kraljestvo, ki je prešlo pod močan grški vpliv. Od 5. do 4. stoletja pr. n. št. so nato Grki ob obalah Krima ustanovili številne kolonije, od katerih sta najpomembnejši Herson, kjer danes leži sodobni Sevastopol in Pantikapaion, kjer danes leži mesto Kerč. Te kolonije so od začetka 15. stoletja pred našim štetjem padle so pod oblast Rima in se uspešno uprle številnim napadom nomadskih hord z vzhoda, ki so še vedno osvajale stepsko notranjost.
V 10. stoletju je Vladimir Veliki, vladar iz Kijevske Rusije, zahteval vsa obalna krimska mesta, vendar Kijevu ni uspelo ohraniti svoje vladavine na Krimu. Najprej je pokleknil pod Kipčaki in kasneje pod tatarsko Zlato hordo. V 13. stoletju so Genovežani ob krimskih obalah ustanovili svoje trgovske kolonije, ki so jih upravljali iz prestolnice Kaffe (današnja Feodozija), ki je prevladovala v črnomorski trgovini. V začetku 14. stoletja se je začel islam hitro širiti med tatarskim prebivalstvom krimske notranjosti, pod vladavino Uzbeg kana, najdaljšega vladarja Zlate horde, ki je ravno takrat prevzel islam. Krimski ostanki Zlate horde so sčasoma postali znani kot Krimski kanat, ki so ga osmanske oblasti priznavale od leta 1475. Čeprav se je njihova moč od dni, ko so sejali strah pred mongolskim osvajanjem, močno zmanjšala, so Tatari pogosto plenili Moskovsko kneževino iz svoje prestolnice Bahčisaraj na južnem Krimu.
Osmansko cesarstvo je bilo nekaj sto let prevladujoča sila v regiji, vendar se je od konca 17. stoletja in s Petrom Velikim rusko cesarstvo začelo širiti zunaj svojih južnih meja.  V naslednjih dveh stoletjih sta Rusija in Osmansko cesarstvo sodelovali v vrsti vojn za nadzor črnomorskih obal. Eden od teh konfliktov, vojna od 1768 do 1774, se je končala s podpisom  Kučukkajnardžijskega miru (1774), ki je Rusiji dal kerško utrdbo Yeni-Kale.  V skladu s to pogodbo je Krimski kanat pridobil formalno neodvisnost (v resnici je postal vazalna država Rusija). Tudi to stanje ni trajalo dolgo, saj je leta 1783 cesarica Katarina Velika anektirala polotok.
Regionalno rivalstvo med Rusijo in Osmanskim cesarstvom nad Krimom se je po tem nadaljevalo. Oživilo se je zaradi krimske vojne (1853-1856), ki se je razširila v širši evropski konflikt, ko sta se Francija in Velika Britanija pridružili osmanski strani. Anglo-francoski ekspedicijski korpus je pristal v Sevastopolu septembra 1854, vendar je bilo v odsotnosti težke artilerije potrebno eno leto, da so prisilili ruske sile k umiku iz Sevastopola. Po vojni so bili številni Krimski Tatari zaradi nasprotovanja Rusom deportirani v druge dele Rusije.
Ko je revolucija leta 1917 pripeljala do razpada Ruskega imperija, so Krimski Tatari v naslednjih nemirih Krim razglasili za neodvisno demokratično republiko. Krim je tik pred koncem ruske državljanske vojne (1918 - 1920) postal zadnje oporišče sil bele garde in njihov poraz je pomenil konec neodvisne krimske države. Nato je bil polotok reorganiziran kot Krimska avtonomna sovjetska socialistična republika v Ruski sovjetski zvezni socialistični republiki in je kot tak deloval od leta 1921 do 1945.
Med drugo svetovno vojno, od konca leta 1941 do začetka leta 1944, so večji del Krima zasedle enote Tretjega rajha. Po osvoboditvi polotoka maja 1944 je bilo približno 200.000 Krimskih Tatarov prisilno deportirano v Sibirijo in republike Srednje Azije zaradi obtožbe sodelovanja z nacisti med drugo svetovno vojno.
Krim je bil od 26. aprila 1954 del Ukrajinske sovjetske socialistične republike. To odločitev je sprejel takratni predsednik ZSSR Nikita Hruščov ob 300. obletnici Perejaslavskega sporazuma, s katerim je Ukrajina spadala pod rusko oblast. Krimski Tatari so bili leta 1967 pravno rehabilitirani, vendar jim je bilo še vedno preprečeno se vrniti na Krim. V poznih 1980-ih in v začetku 1990-ih, v času, ko je razpadala Sovjetska zveza, so se številni Krimski Tatari, ki so bili iz Krima deportirani, začeli vračati, tako da se je njihovo število iz leta 1989 na prelomu 21. stoletja približalo na okoli 300.000. V teh burnih časih se je majal tudi pravni status Krima, saj je od leta 1991 ponovno postal samostojna republika, a tokrat v okviru Sovjetske zveze. Toda, ko je Sovjetska zveza decembra istega leta formalno razpadla, je Krim večinsko glasoval za neodvisno Ukrajino, del katere je tudi postal kot Avtonomna republika Krim.
Odnos med uradnim Kijevom in Krimom je zapleten. Etnični Rusi so predstavljali večino prebivalstva Krima, kratkotrajno gibanje neodvisnosti od Ukrajine, ki je izbruhnilo leta 1994, pa je Kijevu odpovedalo predsedstvo samostojne republike. Ruski interesi na Krimu še bolj zapletejo položaj, prav tako tudi težave v zvezi s črnomorsko floto in uporabo njene baze v Sevastopolu.
Budimpeški memorandum, ki so ga decembra 1994 podpisale Rusija, Ukrajina, ZDA in Združeno kraljestvo, je države podpisnice zavezal, da spoštujejo ozemeljsko celovitost Ukrajine. Ukrajina se je zavezala, da bo vse svoje obstoječe zaloge jedrskega in strateškega orožja prenesla v Rusijo na razgradnjo in uničenje. Vprašanje črnomorske flote je bilo razrešeno tako, da je bila sorazmerno razdeljena med Ukrajino in Rusijo. Rusiji je bil (s podpisom Sporazuma o prijateljstvu, sodelovanju in partnerstvu) omogočen zakup pristaniških kapacitet v Sevastopolu do leta 1997 (z možnostjo podaljšanja pogodb). Tako so občutljiva mejna vprašanja z Rusijo in željo Ukrajine po približevanju evropskim državam bila na videz urejena. Poskus Rusije, da zgradi jez v Kerškem prelivu, pa je leta 2003 povzročil velik diplomatski incident, saj so ga ukrajinski politični voditelji označili za kršitev ukrajinske ozemeljske celovitosti.
Leta 2010 je proruski predsednik Viktor Janukovič Rusiji podaljšal zakup pristanišča v Sevastopolu do leta 2042, hkrati pa ji je omogočil, da ima v tem sporazumu v Sevastopolu nameščenih 25.000 vojakov in v uporabi nekaj letalskih oporišč na Krimu. Janukovič je po obsežnih protestih Evromajdan in sledeče revolucije dostojanstva februarja 2014 pobegnil v Rusijo in bil odstavljen.
Krimski premier je sporočil, da njegova vlada podpira novo vlado v Kijevu. Na polotoku je izbuhnilo več protestov proti in za novo vlado. Krimski Tatari so podpirali enotnost z Ukrajino. 27. februarja so ruske vojaške enote (sicer brez oznak) nameščene na Krimu in nacionalistične paravojaške enote prevzele nadzor nad ključnimi državnimi institucijami, vključno s parlamentom, kjer so nato na izredni seji za premiera izvolili Sergeja Aksjonova, vodjo proruske partije enotnosti, ki je na volitvah sicer prejela 4% glasov. Do 2. marca so prispele tudi vojaške enote iz Rusije in prevzele nadzor nad celotnim polotokom. Krimski parlament je nato pod prisilo ruske vojske soglasno sprejel pobudo o referendumu o večji avtonomiji.
Referendum o statusu Krima je potekal 16. marca 2014. Ukrajina ga je razglasila za neustavnega, bojkotirali pa so ga tudi Krimski Tatari. Na referendumu je po uradnih rezultatih 97 % volivcev, od 83,1 % glasovalo za odcepitev od Ukrajine in povezavo z Rusijo. Referenduma mednarodna skupnost ne priznava. Putin je v začetku marca trdil, da Rusija Krima ne bo anektirala, nato pa ga je konec meseca anektirala, česar pa mednarodna skupnost ne priznava. Na okupiranem polotoku so se pojavila tudi odporniška gibanja kot je Ateš.
Rusija je takoj po začetku okupacije polotoka začela sistematično kršiti človekove pravice. Sistematsko zatirajo ne-ruske prebivalce Krima (vključujoč ugrabitve, neprimerno ravnanje, zatiranje ukrajinskih medijev in jezika, preprečitev zavrnitve ruskih potnih listov, premestitve v zapore v Rusiji). Kršijo tudi pravico do verske svobode (prepovedana je bila pravoslavna cerkev Ukrajine in zatirani muslimani) in pravico do svobode izražanja. Poleg Ukrajincev so žrtev sistematične diskriminacije tudi Krimski Tatari.

## Geografija
Krim s površino 27.000 km² leži na severni obali Črnega morja in na zahodni obali Azovskega morja; edina kopenska meja je deljena z Hersonsko oblastjo na severu. Krim je skoraj otok in je s celino povezan le s Perekopskim prelivom, ki je široka približno 5–7 kilometrov.
Velik del naravne meje med polotokom in celinsko Ukrajino obsega Sivaš ali 'Gnilo morje', velik sistem plitvih lagun, ki se raztezajo ob zahodni obali Azovskega morja. Poleg Perekopskega preliva je polotok povezan s Hersonsko oblastjo z mostovi čez ozki Čongar in preliv Heničesk ter čez Kerški preliv do Krasnodarskega Kraja. Severni del Arabatske kose je upravno del Heničeškega rajona v Hersonski regiji, vključno z obema podeželskima skupnostima Ščaslevcev in Strilkove. Vzhodni vrh krimskega polotoka obsega polotok Kerč, ločen od polotoka Tamana na ruskem kopnem s Kerškim prelivom, ki povezuje Črno morje z Azovskim morjem, v širini med 3–13 kilometrov.
Geografi polotok na splošno delijo na tri cone: stepo, gore in južno obalo.

### Geografske enote
Glede na dolgo zgodovino in številne osvajalce ima večina mest na Krimu več imen.
Zahod: Perekopski preliv / Perekop / Or Qapi, širok približno 7 km, povezuje Krim s celino. Turki so ga pogosto utrdili in včasih namestili vojsko. Zdaj ga prečka Severno krimski kanal, ki pripelje vodo iz Dnepra. Zahodni zaliv Karkinit ločuje polotok Tarhankut od celine. Na severni strani polotoka je Černomorskoje / Kalos Limen. Na južni strani je velik zaliv Donuzlaj ter pristanišče in starogrško naselje Eupatoria / Jevpatoria / Kerkinitis / Gozleve. Obala nato vodi proti jugu do Sevastopola / Čersonesa, dobrega naravnega pristanišča, velike pomorske baze in največjega mesta na polotoku. Na čelu zaliva Sevastopol stoji Inkermann / Kalamita. Južno od Sevastopola je majhen polotok Herakles.
Jug: Na jugu med Krimskim gorovjem in morjem teži ozek obalni pas, ki so ga držali Genovežani in (po letu 1475) Turki. Pod rusko vladavino je postal nekakšna riviera. V sovjetskih časih so številne palače zamenjale dače in zdravilišča. Od zahoda proti vzhodu so: Heraklejev polotok; Balaklaja / Simbalon / Cembalo, manjše naravno pristanišče južno od Sevastopola; Foros, najjužnejša točka; Alupka z Voroncovo palačo, Gaspra, Jalta, Gurzuf, Alušta. Dalje vzhodno je Sudak / Sougdia / Soldaia z genovsko utrdbo. Še naprej proti vzhodu je Kaffa / Teodozija / Feodozija, nekoč velik suženjski trg in nekakšna prestolnica Genovežanov in Turkov. Za razliko od drugih južnih pristanišč Feodozija nima gora proti severu. Na vzhodnem koncu 90 km polotoka Kerč je Kerč / Panticapaeum, nekoč glavno mesto Bosporskega kraljestva. Južno od Kerča je nov Krimski most (odprt leta 2018), ki  povezuje Krim s Tamanskim polotokom v Rusiji.
Azovsko morje: malo ga je ob južni obali. Zahodno obalo zaznamuje Arabatska kosa. Za njo je Sivaš ali 'Gnilo morje', sistem jezer in barij, ki se na skrajnem severu razprostira zahodno do Perekopskega preliva. Cestni in železniški mostovi prečkajo severni del Sivaša.
Notranjost: Večina nekdanjih prestolnic Krima je stala na severni strani gora. Mangup (Doros) (gotsko Theodoro). Bahčisaraj (1532-1783). Jugovzhodno od Bahčisaraja je utrdba Čufut-Kale (Qirq Or), ki je bila uporabljena v obdobju vojn. Simferopol (Ak-Mechet), sodobna prestolnica. Karasu-Bazar (Bilohorsk) je bilo trgovsko središče. Stari Krim (Solkhat) je bila stara tatarska prestolnica. Mesta na območju severne stepe so sodobna, predvsem Džankoy, glavno križišče za cesto in železnico.
Reke: Najdaljša je reka Salhir, ki izvira jugovzhodno od Simferopola in se izliva proti severu in severovzhodu do Azovskega morja. Reka Alma teče proti zahodu in doseže Črno morje med Eupatorijo in Sevastopolom. Krajša reka Čornaja teče zahodno do zaliva Sevastopol.
V bližini: vzhodno od Kerškega preliva so stari Grki ustanovili kolonije v Phanagoria (na čelu Tamanskega zaliva), Hermonassa (pozneje Tmutarakan in Taman), Gorgippia (kasneje turško pristanišče in zdaj Anapa). Na severovzhodu Azovskega morja ob izlivu reke Don so bili Tanais, Azak / Azov in zdaj Rostov na Donu. Severno od polotoka Dneper zavije proti zahodu in vstopi v Črno morje skozi vzhodno-zahodno ustje Dneper-Bug, ki sprejme tudi reko Bug. Na ustju Buga je stala Olvia. Na ustju estuarija je Očakiv. Odesa stoji tam, kjer se obala obrne proti jugozahodu. Na jugozahodu je Tiras / Akerman / Bilgorod-Dnistrovski.

### Krimsko gorovje
Jugovzhodna obala je oddaljena 8–12 kilometrov od vzporednega gorovja: Krimsko gorovje. Gorovje sestavlja več sekundarnimi vzporednih pogorij oziroma masivov.
Glavni del teh gora se izredno strmo dviga od globokega dna Črnega morja do nadmorske višine 600–1545 metrov, začenši pri jugozahodni točki polotoka, imenovanem rt Fiolente. Verjamejo, da naj bi bil ta rt okronan z Artemidinim templjem, kjer naj bi Ifigenija delovala kot svečenica . 
Učan-su, na južnem pobočju gora, je najvišji slap na Krimu .

### Hidrografija
Na polotoku Krim je 257 rek in večjih potokov; hranijo jih predvsem deževnica, sneg pa ima zelo majhno vlogo. To povzroči občutno letno nihanje pretoka vode, saj se poleti številni potoki popolnoma izsušijo. Največje reke so Salhir (Salğır, Salgir), Kača (Kača), Alma (Alma) in Belbek (Belʹbek). Pomembni so tudi Kokozka (Kökköz ali Kokkozka), Indole (Indol ali Ingol), Čorna (ğorğun, Černaja ali Čörna), Derekoika (Dereköy ali Дереkojka), Karasu-Baši (Biyuk-Karasu ali Bijuk-Karasu) (pritok reke Salhir), Burulča (pritok reke Salhir), Učan-su in Ulu-Uzen'. Najdaljša reka Krima je Salhir z 204 km. Belbek ima največji povprečni pretok pri 2,16 kubičnih metrov na sekundo. Alma in Kača sta druga in tretja najdaljša reka.
Na polotoku je več kot petdeset slanih jezer in solin, največje med njimi je jezero Sasik na jugozahodni obali; druga so Aktas, Kojašskoje, Kijatskoje, Kirleutskoje, Kizil-Jar, Bakalskoje in Donuzlaj . Splošni trend je, da nekdanja jezera postanejo soline . Jezero Sivaš (Sıvaş ali Сива́ш) je sistem medsebojno povezanih plitvih lagun na severovzhodni obali, ki pokriva območje približno 2.560 km². Številni jezovi so ustvarili rezervoarje, med največjimi so Simferopolskoje, Alminskoje, Tajganski in Belogorski, južno od Bilogirska, v Bilogirskem rajonu. Kanal Severni Krim, ki je prenašal vodo iz Dnepra, je največji umetni namakalni kanal na polotoku.

### Stepa
Petindvajset odstotkov preostalega območja Krima sestavljajo pol aridne stepe, nadaljevanje južno od Pontsko-kaspijske stepe, ki se od vznožja Krimskega gorovja rahlo nagiba proti severozahodu. Številne kurgane ali gomile starih Skitov so raztreseni po krimskih stepah.

### Krimska riviera
Teren, ki leži južno od zavetja Krimskega pogorja, je povsem drugačnega značaja. Tu je ozek pas obale in pobočja gora porasla z zelenjem. Ta riviera se razteza ob jugovzhodni obali od rtov Fiolente in Aja na jugu do Feodozije. Obiskana je v poletnih morskih kopališčih, kot so Alupka, Jalta, Gurzuf, Alušta, Sudak in Feodozija. V letih sovjetske vladavine so letovišča in dače na tej obali služile kot glavna prednost politično zvestih. Poleg tega so v regiji vinogradi in sadovnjaki. Pomembni so tudi ribolov, rudarjenje in proizvodnja eteričnih olj. Tu najdemo številne krimsko-tatarske vasi, mošeje, samostane in palače ruske cesarske družine in plemičev ter slikovite starogrške in srednjeveške gradove.
Krimsko gorovje in južna obala sta del ekoregije krimskega submediteranskega gozdnega kompleksa. Naravna vegetacija je sestavljena iz makije, gozdnate pokrajine in gozdov s podnebjem in vegetacijo, podobno sredozemski.

### Strateška vrednost
Črnomorska pristanišča Krima omogočajo hiter dostop do vzhodnega Sredozemlja, Balkana in Bližnjega vzhoda. Zgodovinsko gledano je želela južno obalo Krima od antike naprej posedovati večina imperijev širše regije (Rimski Krim, bizantinske, osmanske, ruske, britanske in francoske, nacistične nemške, sovjetske).
Sevastopol na Krimu je glavno vojaško pomorsko oporišče ruske oz. prej tudi sovjetske črnomorske flote.
Bližnja reka Dneper je glavna vodna in prometna pot, ki prečka evropsko celino od severa do juga in na koncu povezuje Črno morje z Baltskim morjem, ki je strateškega pomena od zgodovinske trgovske poti od Varjagov do Grkov. Črno morje služi kot gospodarska pot, ki povezuje regijo Kavkaza in Kaspijsko jezero z osrednjo in vzhodno Evropo.
Po podatkih Mednarodne zveze prometnih delavcev je bilo od leta 2013 na Krimu vsaj 12 delujočih trgovskih pristanišč.
Krim je poleg kopenske prometne povezave z Ukrajino, povezan tudi z Rusijo, ki je med okupacijo v letih 2016-19 zgradila cestni in železniški Krimski most čez Kerški preliv.

## Galerija
- Bahčisarajska palača
- Dulber palača v Koreizu
- Voroncova palača (Alupka)
- Palača Livadiajev
- Katoliška cerkev v Jalti
- Stolnica sv. Vladimira, Sevastopol, posvečena herojem Sevastopola (Krimska vojna).